# Christopher Stollery
Christopher "Chris" Stollery es un actor, director, guionista y productor australiano, conocido por sus participaciones en televisión y teatro.

## Biografía
En 1987 Chris se graduó de la prestigiosa escuela National Institute of Dramatic Art "NIDA".
Salió con la actriz australiana Lenore Smith.

## Carrera
En 1989 apareció como invitado por primera vez en la serie A Country Practice, donde dio vida a David Mawbyn, y más tarde apareció nuevamente en la serie, esa vez interpretando a Mike Sterling en dos episodios "Powerplay: Part 1 & 2" en 1993.
En 1990 se unió al elenco recurrente de la serie The Flying Doctors, donde interpretó al piloto Johnno Johnson hasta 1994. En 1997 interpretó al sargento Dermot McLeod en la serie State Coroner hasta 1998.
En 2005 dio vida al teniente Nick Homer en la película A Divided Heart. En 2007 se unió al elenco recurrente de la serie Sea Patrol, donde dio vida al agente federal Gregory "Greg" Murphy. Un año después interpretó a Ken Bracey en la serie médica All Saints, anteriormente había aparecido por primera vez en la serie en 2006, cuando dio vida a Conrady Fry en el episodio "The Things We Do".
En 2010 obtuvo un personaje secundario en la miniserie The Pacific, donde interpretó al esposo de Catherine Leckie (Catherine McClements). En 2011 se unió al elenco principal de la serie Wild Boys, donde dio vida al alcalde James Fife el padre de Emilia (Anna Hutchison), hasta el final de la serie ese mismo año después de que fuera cancelada al terminar su primera temporada. En 2013 apareció como personaje recurrente en la serie Home and Away, donde interpreta a Murray Granger, el líder de un culto llamado "Sanctuary Lodge".

## Filmografía

### Series de televisión
| Año         | Serie                                  | Personaje           | Notas                                      |
| ----------- | -------------------------------------- | ------------------- | ------------------------------------------ |
| 2014        | The Moodys                             | Boss                | episodio "Happy Anniversary Kevin & Maree" |
| 2013        | Home and Away                          | Murray Granger      | 13 episodios                               |
| 2012        | Nick & Seaton's Palace of Sexy Secrets | Entrevistador       | episodio "Sex, Secrets & Interviews"       |
| 2011        | Wild Boys                              | James Fife          | 9 episodios                                |
| 2011        | Spirited                               | Aaron               | 3 episodios                                |
| 2010        | The Pacific                            | Esposo de Catherine | episodio "Home" - miniserie                |
| 2009        | Packed to the Rafters                  | Simon Radic         | episodio "Belonging"                       |
| 2008 - 2009 | All Saints                             | Ken Bracey          | 2 episodios                                |
| 2009        | The Cut                                | Luke Matheson       | episodio "A Little Bit of Biff"            |
| 2007        | Sea Patrol                             | Agen. Greg Murphy   | 9 episodios                                |
| 2003        | White Collar Blue                      | Don Hughes          | episodio # 2.21                            |
| 2001        | The Farm                               | Walsh               | miniserie                                  |
| 1999        | Water Rats                             | Jacob Solomon       | episodio "I'm Home"                        |
| 1997 - 1998 | State Coroner                          | Sgt. Dermot McLeod  | 16 episodios                               |
| 1997        | Murder Call                            | Adam Murch          | episodio "Hot Shot"                        |
| 1997        | Big Sky                                | Angus Galloway      | episodio "It's No Secret"                  |
| 1990 - 1994 | The Flying Doctors                     | Johnno Johnson      | 10 episodios                               |
| 1992        | The Girl from Tomorrow                 | Simon               | episodio "Truth and Lies"                  |
| 1991        | Chances                                | Ben Taylor          | -                                          |
| 1989        | A Country Practice                     | David Mawbyn        | 3 episodios                                |

### Películas
| Año  | Título                  | Personaje       | Notas |
| ---- | ----------------------- | --------------- | --- |
| 2014 | Terminus                | Hildebrandt     | junto a Todd Lasance, Bren Foster, Katherine Hicks, Steve Le Marquand & Zoe Carides                          |
| 2014 | Predestination          | Presentador     | junto a Ethan Hawke, Noah Taylor, Sarah Snook, Christopher Kirby & Freya Stafford                            |
| 2012 | Julian                  | Mr. Dexter      | corto - junto a Ed Oxenbould, Leon Ford, Morgana Davies, Joseph Famularo & Will Cottle                       |
| 2010 | Stay Awake              | Daniel          | corto - junto a Zoe Ventoura & Kate Fitzpatrick                                                              |
| 2008 | Room 101                | -               | corto - junto a Kristy Mears, Nathan Dean Ramsay & Christie Hayes                                            |
| 2007 | Bastard Boys            | Paul White      | junto a Colin Friels, Geoff Morrell, Jack Thompson, Anthony Hayes, Rhys Muldoon, Dan Wyllie & Justine Clarke |
| 2005 | A Divided Heart         | Lt. Nick Homer  | junto a Blazey Best, David Roberts & Susan Prior                                                             |
| 2004 | Through My Eyes         | Everingham      | junto a Miranda Otto, Craig McLachlan, Peter O'Brien, Steven Vidler & Grant Bowler                           |
| 2004 | Maiden Voyage           | Lynn Fabrizio   | junto a Casper Van Dien & Danielle Cormack                                                                   |
| 2004 | The Alice               | Connor Gregory  | junto a Erik Thomson, Jessica Napier, Brett Stiller, Andrew McFarlane, Patrick Brammall & Damien Garvey      |
| 2003 | The Rage in Placid Lake | Joel            | junto a Ben Lee, Rose Byrne, Miranda Richardson, Garry McDonald, Jesse Spence & Socratis Otto                |
| 2002 | Baggage Claim           | James           | corto - junto a Kara Alberts, Simon Bossell & Marta Dusseldorp                                               |
| 2001 | WillFull                | Giff            | junto a Anna Lise Phillips, C. Thomas Howell, Felix Williamson & Paul Barry                                  |
| 2001 | The New Crusaders       | Maestro del Mal | corto - junto a Michael Beckley, Amanda Bishop, Martin Dingle Wall & Abe Forsythe                            |
| 1999 | Rural Crisis            | Miles           | corto - junto a Helen Thomson                                                                                |
| 1995 | Cody: The Burnout       | Gavn Warner     | junto a Gary Sweet, Robert Mammone, Shane Bourne & Paul Gleeson                                              |

### Director, guionista, editor y productor
| Año  | Título                                 | Notas                                              |
| ---- | -------------------------------------- | -------------------------------------------------- |
| 2012 | Nick & Seaton's Palace of Sexy Secrets | 4 episodios - director & editor                    |
| 2012 | Boo!                                   | corto - escritor                                   |
| 2011 | dik                                    | corto - director, guionista, co-productor & editor |
| 1997 | Prick                                  | corto - director & guionista                       |

### Teatro
| Año        | Obra                                  | Personaje   | Director (a)     | Teatro                 | Notas                                                    |
| ---------- | ------------------------------------- | ----------- | ---------------- | ---------------------- | -------------------------------------------------------- |
| 2014       | Daylight Saving                       | Tom         | -                | Darlinghurst Theatre   | junto a Rachel Gordon, Ian Stenlake y Jacob Warner       |
| 2012       | Gross Und Klein                       | -           | Benedict Andrews | Sydney Theatre         | junto a Cate Blanchett, Robert Menzies y Josh McConville |
| 2011       | Speaking in Tongues                   | -           | Sam Strong       | Griffin Theatre        | junto a Andy Rodoreda, Caroline Craig & Lucy Bell        |
| 2008       | Ruben Guthrie                         | Ray         | Wayne Blair      | Belvoir St. Theatre    | junto a Torquil Neilson, Toby Schmitz & Tracy Mann       |
| 2008       | Killer Joe                            | -           | Iain Sinclair    | Belvoir Street Theatre | junto a Anita Hegh & Josh Quong Tart                     |
| 2007       | Harp On The Willow                    | -           | Andrew Doyle     | Comedy Theatre         | junto a Joan Carden, Marina Prior & Tom Wren             |
| 2005       | Wars of the Roses                     | -           | John Bell        | His Majesty's Theatre  | junto a Robert Alexander, Julia Davis y John Batchelor   |
| 2004       | The Comedy of Errors                  | -           | John Bell        | Theatre Royal          | junto a Blazey Best, Darren Gilshenan y Patrick Brammall |
| 2003       | Hamlet                                | -           | John Bell        | Royal Theatre          | junto a Bille Brown, Linda Cropper y Anna Torv           |
| 2002       | Richard III                           | -           | Michael Gow      | -                      | junto a Blazey Best, Paul Eastway y Paul Denny           |
| 2001       | Julius Caesar                         | Mark Antony | John Bell        | Drama Theatre          | junto a John Adam, John Batchelor y Esther van Doornum   |
| 2000       | Troilus and Cressida                  | -           | Michael Bogdanov | Athenaeum Theatre      | junto a John Bell, Bille Brown, y John Batchelor         |
| 1998       | Love for Love                         | -           | David Berthold   | Drama Theatre          | junto a Lyn Collingwood, Joel Edgerton y Tara Morice     |
| 1995       | Rosencrantz and Guildenstern are Dead | -           | Jeremy Sims      | Belvoir Street Theatre | junto a Jonathan Hardy, Andrea Moor y Mouche Phillips    |
| 1994       | The Taming of The Shrew               | Petruchio   | John Bell        | Princess Theatre       | junto a Simon Arlidge, Gary Cooper y Essie Davis         |
| 1993       | Richard III                           | -           | John Bell        | Canberra Theatre       | junto a Gary Cooper y Essie Davis                        |
| 1992, 1993 | Hamlet                                | -           | John Bell        | Theatre Royal          | junto a Grant Bowler, Suzi Dougherty y Tara Morice       |
| 1989       | Romeo and Juliet                      | -           | Richard Wherrett | Drama Theatre Theatre  | junto a Peter Carroll, Rebecca Frith y Richard Roxburgh  |
| 1988       | 1841                                  | -           | John Gaden       | Drama Theatre          | junto a Don Barker, Tara Morice y Steven Vidler          |
| 1987       | A Journey Through Peer Gynt           | -           | Doreen Hogan     | Canberra Theatre       | junto a Stuart Bennett, Clarissa House y Tara Morice     |
| 1984       | The Murder Room                       | -           | Ray Ainsworth    | Genesian Theatre       | junto a Richard Mellick y Sarah Chadwick                 |

## Premios y nominaciones
| Año  | Categoría                                                     | Premio                                                                   | Película | Resultado |
| ---- | ------------------------------------------------------------- | ------------------------------------------------------------------------ | -------- | --------- |
| 2013 | Best Short                                                    | Audience Award (San Francisco International Lesbian & Gay Film Festival) | dik      | Ganador   |
| 2013 | Best Men's Short (2.º lugar)                                  | Jury Award                                                               | dik      | Ganador   |
| 2012 | Best Short (junto a Sunny Grace)                              | Audience Award (Provincetown International Film Festival)                | dik      | Ganadores |
| 2012 | Best Narrative Short (junto a Sunny Grace)                    | Audience Award                                                           | dik      | Nominados |
| 2012 | Best Short Film (junto a Sunny Grace)                         | Festival Award                                                           | dik      | Nominados |
| 2011 | Best Short (junto a Sunny Grace)                              | Audience Award (Aspen ShortFest)                                         | dik      | Ganadores |
| 2011 | Best Comedy (junto a Sunny Grace)                             | Jury Award                                                               | dik      | Ganadores |
| 2011 | Best Achievement in Original Screenplay (junto a Sunny Grace) | Flickerfest International Short Film Festival                            | dik      | Ganadores |
| 2011 | Best Short Film (junto a Sunny Grace)                         | IF Award                                                                 | dik      | Nominados |
| 2011 | Best Short (junto a Sunny Grace)                              | Audience Award (Palm Springs International ShortFest)                    | dik      | Ganadores |
| 2011 | Best Comedy Short (junto a Sunny Grace)                       | First Prize (Rhode Island International Film Festival)                   | dik      | Ganadores |
| 2011 | Best Comedy (junto a Sunny Grace)                             | Short Film Competition Prize (St. Kilda Film Festival)                   | dik      | Nominados |